# Jennifer Schwalbach Smith
Jennifer Schwalbach Smith (født 7. april 1971), undertiden krediteret som Jennifer Schwalbach, er en amerikansk skuespillerinde, tidligere reporter for USA Today, og gift med filminstruktøren Kevin Smith. De har sammen en datter, Harley Quinn Smith, opkaldt efter Harley Quinn, Jokerens håndlanger fra Batman: den animerede serie. Schwalbach bor i Los Angeles med Smith, deres datter, deres hunde og hendes forældre.
Ifølge hans kommentar til DVD-udgivelsen af 2001-filmen Jay and Silent Bob Strike Back, ledte Smith efter nogen til at spille Missy, en af de kvindelige diamantrøverere. Schwalbach bad om at spille rollen, og han besluttede at give hende en chance. Harley optrådte også i begyndelsen af filmen som spædbarnet Silent Bob.
Schwalbach fortsatte med at gøre gæsteoptrædener i andre Smith-relaterede produktioner som Jersey Girl (hvor Harley også var med), og en episode af den canadiske tv-serie Degrassi: The Next Generation , hvor Smith optrådte ("Goin 'Down the Road: Del 1 "). Hun spillede også en prostitueret i 2002 filmen Now You Know.
To af hendes seneste film optrædener var i 2006's Clerks II , hvor hun spillede hovedpersonen Dante Hicks'forlovede, Emma Bunting og en mindre rolle i Smith's 2008 film Zack og Miri Make a Porno.

## External links
- Jennifer Schwalbach Smith på Internet Movie Database (engelsk)
- Jennifer Schwalbach Smith på Scope
- Jennifer Schwalbach Smith på Svensk Filmdatabas (svensk)
- Jennifer Schwalbach Smith på AlloCiné (fransk)
- Jennifer Schwalbach Smith på AllMovie (engelsk)
- Jennifer Schwalbach Smith på The Movie Database (engelsk)